# Pricasso
Cet article possède un paronyme, voir Picasso.
Pricasso (né Tim Patch en 1949 ou 1950) est un artiste peintre australien qui utilise ses parties génitales et ses fesses pour peindre,,.